# Mozsgó
Mozsgó község Baranya vármegyében, a Szigetvári járásban.

## Fekvése
Szigetvár észak-északkeleti szomszédságában helyezkedik el, a város központjától nagyjából 9 kilométerre. A további szomszédos települések: észak felől Almamellék, kelet felől Almáskeresztúr, délkelet felől Botykapeterd, délnyugat felől Csertő, nyugat felől Szulimán, északnyugat felől pedig Szentlászló.

### Megközelítése
Csak közúton érhető el, a 67-es főútról kelet felé letérve, a 66 119-es számú mellékúton, amelynek elágazásától légvonalban mintegy 1,5 kilométerre fekszik (az út innen még továbbvezet Almáskeresztúr központjáig). A főút több kilométeren át a település nyugati határvonalát követi, és Mozsgó legdélebbi külterületei között ágazik ki belőle a Csertőre vezető 66 121-es számú bekötőút is. 
Vasútvonal nem érinti, a legközelebbi vasúti csatlakozási lehetőséget a Murakeresztúr–Szentlőrinc-vasútvonal szigetvári vasútállomása kínálja.

## Története
Mozsgó (Dombó) nevét az oklevelek 1330-ban említették először, Dumburou formában. 1332-ben Dumbro, 1403-ban Mosgow alakban írták.
1330-ban Viszlai Áron volt birtokosa, aki itteni részét átadta Viszlai Gergely fiainak. 1332-ben a Viszlaiak megosztoztak rajta. 1403-ban Dombó, más néven Mozsgó korábbi birtokosául Áron fiait jelölik meg. A zsidó Biedermann család 1896-ban építette fel kastélyát.
Az 1950-es megyerendezéssel a korábban Somogy vármegyéhez tartozó települést a Szigetvári járás részeként Baranyához csatolták.

## Idegen elnevezései
Horvátul a település hivatalos, a szigetvári horvátok által használt elnevezése Možgaj volt, de a drávakeresztúri horvátok Možgovnak hívták a falut.

## Közélete

### Polgármesterei
- 1990–1990: Kula Józsefné (független)[4]
- 1991–1994: …
- 1994–1998: Módenszieder János (független)[5]
- 1998–2002: Fekete Csaba (független)[6]
- 2002–2006: Ölbei Mihály (független)[7]
- 2006–2010: Ölbei Mihály Zoltán (független)[8]
- 2010–2014: Kovács Zsolt Vilmos (független)[9]
- 2014–2019: Kovács Zsolt Vilmos (független)[10]
- 2019–2024: Kovács Zsolt Vilmos (független)[11]
- 2024– : Kovács Zsolt Vilmos (független)[1]

A településen 1991. január 27-én időközi polgármester-választást tartottak, az előző polgármester lemondása miatt. Az 1990 őszén megválasztott polgármester asszonyt ugyanis az összeférhetetlenségi szabályok döntési helyzet elé állították: vagy közigazgatási alkalmazott marad, ami mellett csak társadalmi megbízatásban tölthet be polgármesteri funkciót, vagy főállású faluvezetőként dolgozik tovább.

## Népesség
A település népességének változása:
| Lakosok száma | 1016 | 1005 | 1005 | 981  | 959  | 868  | 879  | 866  |
|               | 2013 | 2014 | 2015 | 2019 | 2021 | 2022 | 2023 | 2024 |

A 2011-es népszámlálás során a lakosok 75,8%-a magyarnak, 3,7% cigánynak, 0,5% horvátnak, 1,4% németnek mondta magát (24,1% nem nyilatkozott; a kettős identitások miatt a végösszeg nagyobb lehet 100%-nál). A vallási megoszlás a következő volt: római katolikus 44,6%, református 3,5%, evangélikus 0,4%, görögkatolikus 0,2%, felekezeten kívüli 14,5% (36,4% nem nyilatkozott).
2022-ben a lakosság 92,6%-a vallotta magát magyarnak, 2,6% cigánynak, 1,4% németnek, 0,9% horvátnak, 0,3% ukránnak, 0,1% szerbnek, 0,1% románnak, 3,2% egyéb, nem hazai nemzetiségűnek (6% nem nyilatkozott; a kettős identitások miatt a végösszeg nagyobb lehet 100%-nál). Vallásuk szerint 39,2% volt római katolikus, 4,4% református, 0,3% görög katolikus, 0,1% evangélikus, 0,1% egyéb keresztény, 0,7% egyéb katolikus, 18% felekezeten kívüli (36,9% nem válaszolt).

## Nevezetességei
- Biedermann-kastély
- Biedermann-kápolna és park
- Barokk uradalmi magtár
- Ezüsthárs tanösvény
- Méhesi biogazdaság
- Néprajzi gyűjtemény
- Kakasmotívumos falfestmények
- Szentkút
- Kopjafa
- Római katolikus templom és plébánia
- Világháborús emlékmű

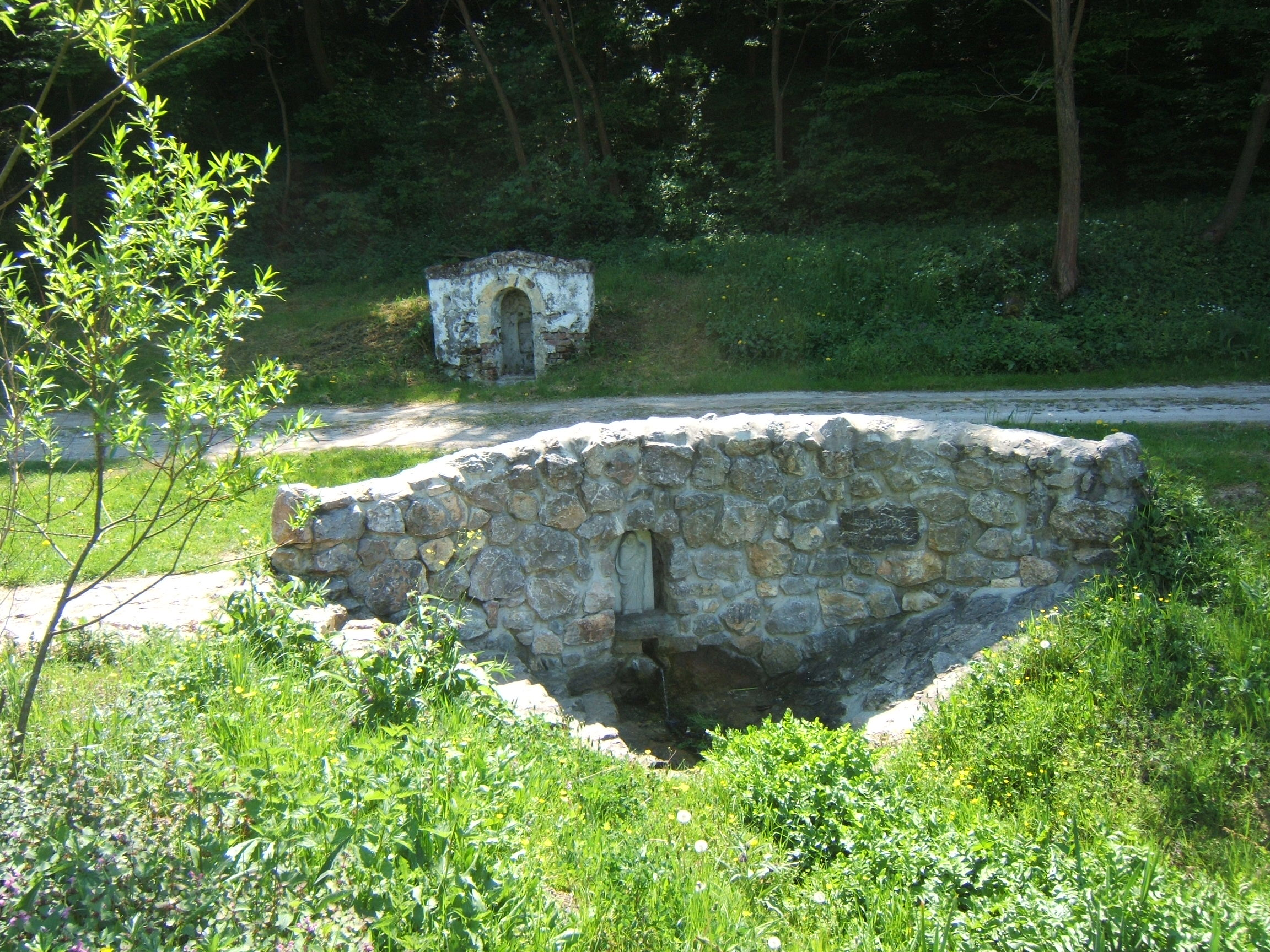
A szentkút
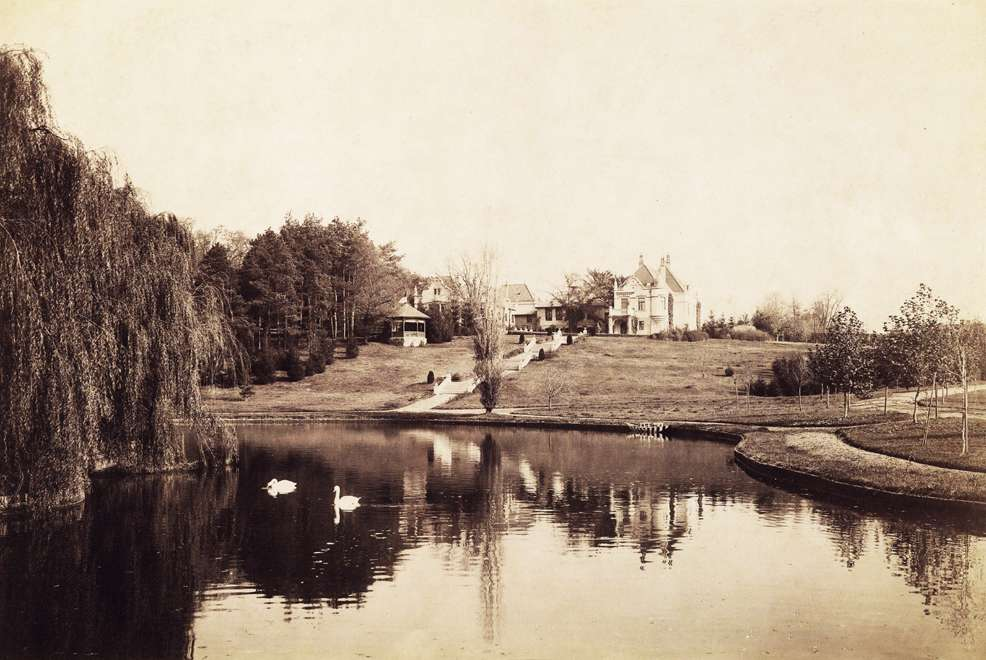
A Biedermann-kastély és parkja
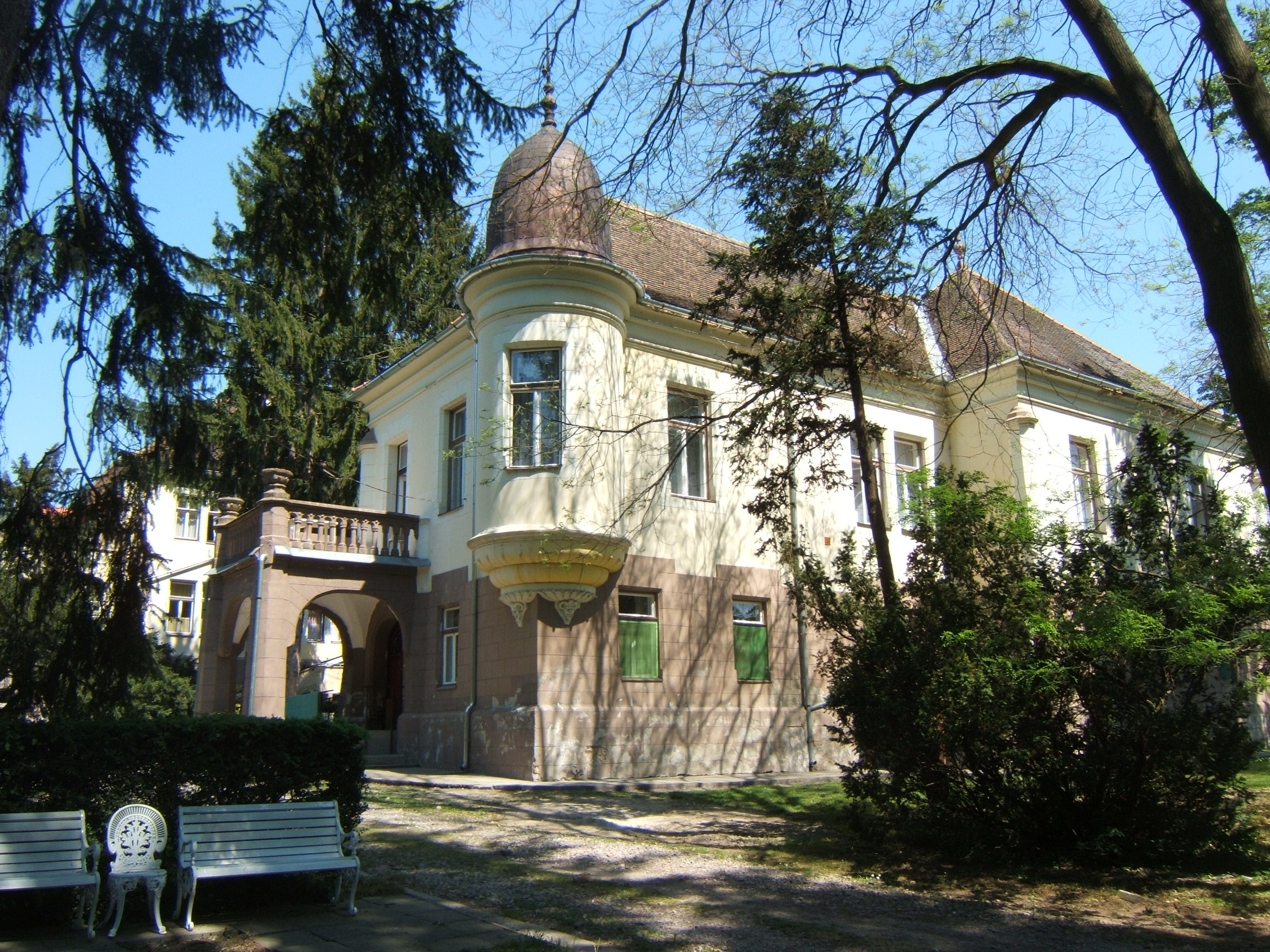
A kastély
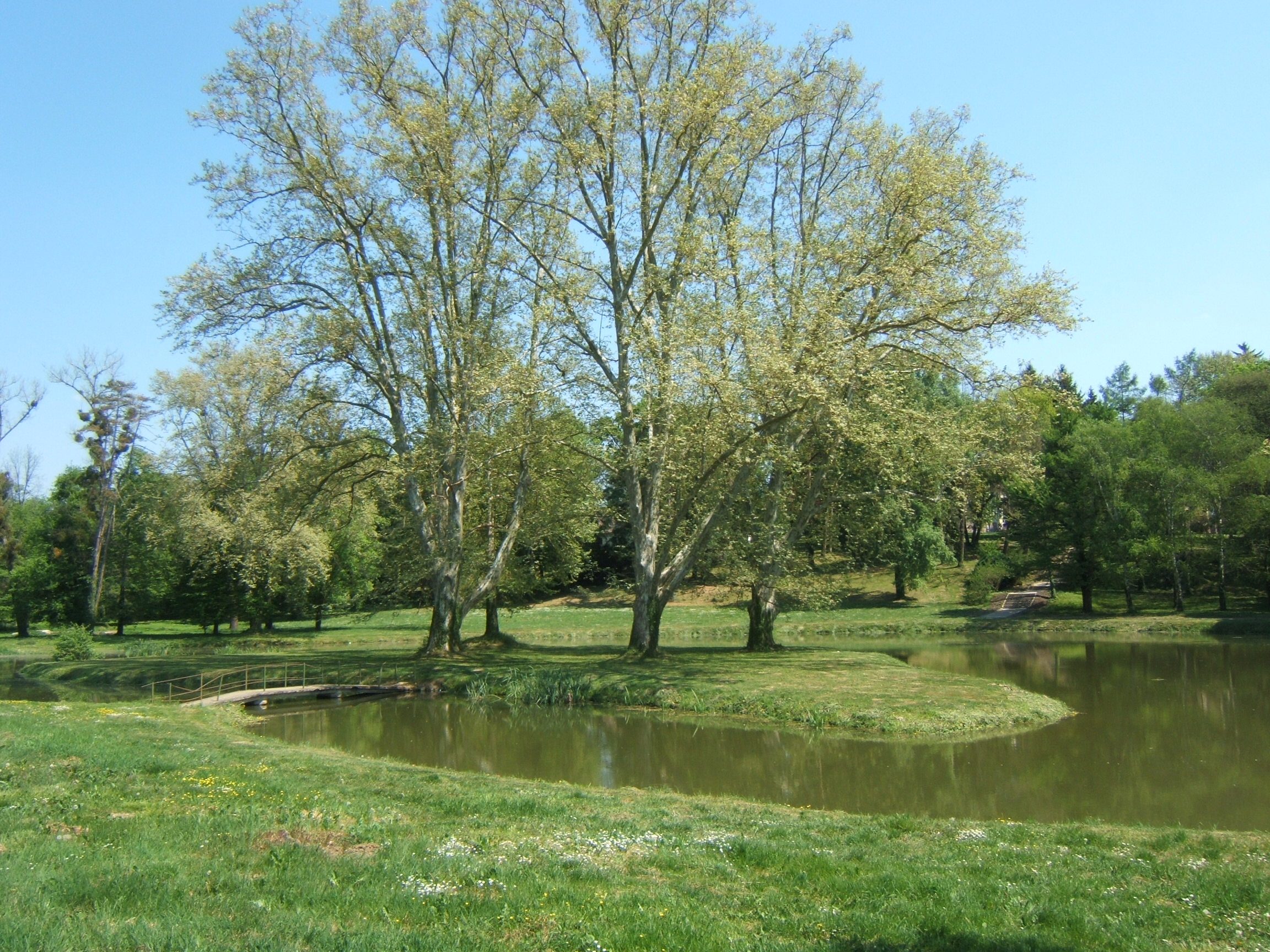
A kastélypark
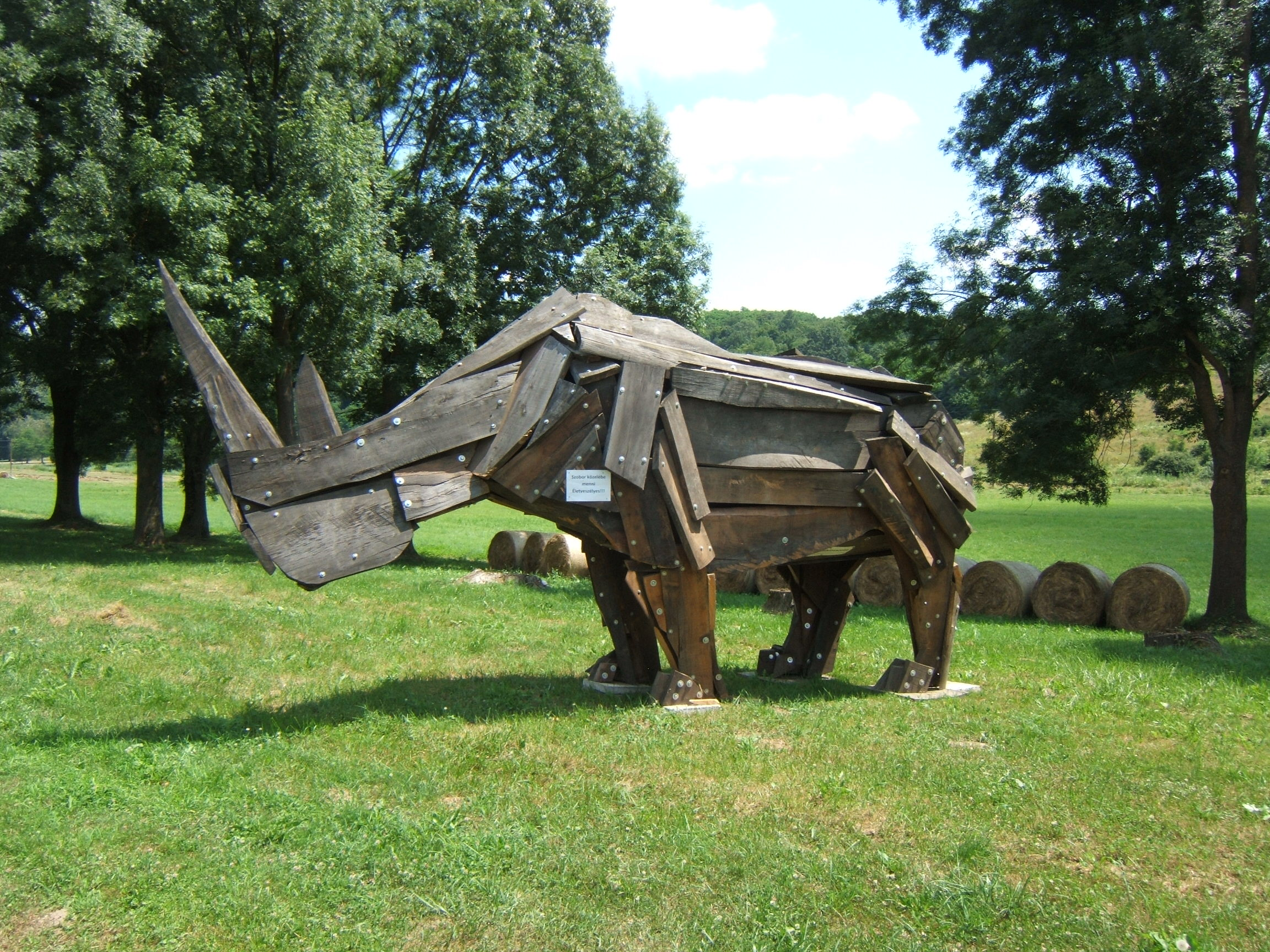
Orrszarvúszobor

### A mozsgói kakasfesztivál
2011 óta évente rendezik meg Mozsgón a kakasfesztivált, ahol zenei, kézműves- és gasztronómiai programok mellett kakasszépségverseny és különféle vetélkedők is helyet kapnak. Az egyik legnépszerűbb közülük az úgynevezett kakasütés, amikor egy cserépből készült, részben földbe ásott kakasfigura fejét kell leütni. Ez azon az ősi hagyományon alapul, amely az ország több pontján is megjelent különböző formákban: Mozsgón régen húsvét hétfőjén ástak be egy élő kakast a földbe úgy, hogy csak a feje látszott ki, és a bekötött szemű próbálkozóknak egy cséphadaróval kellett leütniük az állat fejét.

## Híres emberek
- Itt született  1852. május 10-én Kazaliczky Antal színész, színműíró.
- Itt hunyt el 1991. december 1-jén Lengyeltóti János néptanító, népművelő.
- Gaják Petra rádiós műsorvezető
- Ebner Andreas borász